# Троицкая церковь (Муром)
Троицкая церковь  — приходской храм Муромской епархии Русской православной церкви в честь Живоначальной Троицы в Карачарове (ныне район Мурома).

## Описание
Кирпичная одноглавая церковь в стиле классицизма с трапезной и высокой колокольней. Постройка типа «восьмерик на четверике».
По местному преданию, выловив из Оки три гигантских мореных дуба и вынеся их на берег, Илья Муромец дал начало возведению Троицкой церкви в её деревянном исполнении, которая некогда здесь стояла, в селе Карачарове, сейчас же это район Мурома. Чуть ниже церкви есть источник, который по преданию, начал бить после того, как здесь поскакал богатырский конь Ильи Муромца. Нынешний храм каменный храм начали строить в 1811 году, а завершили в 1828..
Храм был закрыт в 1930-е годы, частично разрушен в 1960-е годы и к настоящему времени находится в практически полностью разрушенном состоянии.
Престолы: главный — во имя св. Живоначальной Троицы, в тёплых приделах — в честь Введения Пресвятой Богородицы и Николая чудотворца..
По состоянию на 2024 год Троицкая церковь в Карачарове восстанавливается.

## Галерея
| - Храм в 2006 году - Храм в 2016 году - Храм в 2017 году - Вид на храм в 2019 году |